# Valonský šíp 2020
84. ročník jednodenního cyklistického závodu Valonský šíp se konal 30. září 2020 v Belgii. Závod dlouhý 202 km vyhrál Švýcar Marc Hirschi (Team Sunweb). Na druhém a třetím místě se umístili Francouz Benoît Cosnefroy (AG2R La Mondiale) a Kanaďan Michael Woods (EF Pro Cycling). Závod se měl původně konat 22. dubna 2020, ale byl odložen kvůli probíhající pandemii covidu-19.

## Týmy
Závodu se zúčastnilo celkem 25 týmů. Všech 19 UCI WorldTeamů bylo automaticky pozváno a bylo povinno se zúčastnit závodu. Ty byly doplněny šesti UCI ProTeamy. Všechny týmy nastoupily na start se sedmi jezdci, kromě týmů Astana, Trek–Segafredo, Movistar Team, Team Jumbo–Visma, Ineos Grenadiers, CCC Team a Mitchelton–Scott se šesti jezdci. Na start se postavilo celkem 168 jezdců, do cíle na Mur de Huy dojelo 144 z nich.

### UCI WorldTeamy
- AG2R La Mondiale
- Astana
- Bahrain–McLaren
- Bora–Hansgrohe
- CCC Team
- Cofidis
- Deceuninck–Quick-Step
- EF Pro Cycling
- Groupama–FDJ
- Ineos Grenadiers
- Israel Start-Up Nation
- Lotto–Soudal
- Mitchelton–Scott
- Movistar Team
- NTT Pro Cycling
- Team Jumbo–Visma
- Team Sunweb
- Trek–Segafredo
- UAE Team Emirates

### UCI ProTeamy
- Alpecin–Fenix
- Arkéa–Samsic
- Bingoal–Wallonie Bruxelles
- Circus–Wanty Gobert
- Sport Vlaanderen–Baloise
- Total Direct Énergie

## Výsledky
| Pořadí | Jezdec                   | Tým                    | Čas        |
| ------ | ------------------------ | ---------------------- | ---------- |
| 1      | Marc Hirschi (SUI)       | Team Sunweb            | 4h 49' 17" |
| 2      | Benoît Cosnefroy (FRA)   | AG2R La Mondiale       | + 0"       |
| 3      | Michael Woods (CAN)      | EF Pro Cycling         | + 0"       |
| 4      | Warren Barguil (FRA)     | Arkéa–Samsic           | + 0"       |
| 5      | Dan Martin (IRL)         | Israel Start-Up Nation | + 0"       |
| 6      | Michał Kwiatkowski (POL) | Ineos Grenadiers       | + 0"       |
| 7      | Patrick Konrad (AUT)     | Bora–Hansgrohe         | + 5"       |
| 8      | Richie Porte (AUS)       | Trek–Segafredo         | + 5"       |
| 9      | Tadej Pogačar (SLO)      | UAE Team Emirates      | + 5"       |
| 10     | Simon Geschke (GER)      | CCC Team               | + 10"      |